# Ivan Tsarevitj i Seryj Volk 3
Ivan Tsarevitj i Seryj Volk 3 (russisk: Иван Царевич и Серый волк 3) er en russisk animationsfilm fra 2016 af Darina Sjmidt.

## Medvirkende
- Nikita Jefremov - Ivan Tsarevitj
- Tatjana Bunina - Vasilisa
- Ivan Okhlobystin
- Mikhail Bojarskij
- Marija Tsvetkova